# 吳琮 (天順進士)
吳琮（1435年—？），字廷璋，直隸保定府高陽縣人，明朝政治人物。進士出身。

## 生平
順天府鄉試第一百六十六名。天順元年（1457年）丁丑科會試第一百十九名，殿試登進士第三甲第一百四十七名。

## 家族
曾祖吳道剛，贈後府經歷。祖父吳學，曾任知府。父亲吳忠。